# Bucks de Milwaukee
Pour les articles homonymes, voir Bucks.
Maillots
Actualités
Les Bucks de Milwaukee (Milwaukee Bucks en anglais, « les cerfs de Milwaukee ») aussi surnommé les « Deers » sont une franchise de basket-ball de la National Basketball Association (NBA) basée à Milwaukee dans l’État du Wisconsin. Elle joue ses matchs à domicile dans la salle du Fiserv Forum. Les Bucks concourent dans la NBA en tant que membre de la Division Centrale de la Conférence Est de la ligue. La mascotte officielle des Bucks se nomme Bango, elle est présente depuis 1977.
L’équipe a été fondée en 1968 en tant qu’équipe d’expansion. Le sénateur et homme d’affaires américain Herb Kohl est le propriétaire de longue date de l’équipe mais, le 16 avril 2014, un groupe dirigé par les gestionnaires de fonds spéculatifs milliardaires Wes Edens (en) et Marc Lasry (en) achète une participation majoritaire dans l’équipe. L’équipe est dirigée par Jon Horst, l’ancien directeur des opérations basket-ball de l’équipe, qui a remplacé John Hammond en mai 2017.
Les Bucks ont remporté deux titres NBA en 1971 et 2021, trois titres de conférence en 1971, 1974 et 2021 et 14 titres de division. Ils ont possédé des joueurs célèbres tels que Kareem Abdul-Jabbar, Sidney Moncrief, Oscar Robertson, Ray Allen ou Giánnis Antetokoúnmpo. Abdul-Jabbar et Antetokoúnmpo ont remporté le titre de Most Valuable Player (MVP) tout en jouant pour les Bucks, pour un total de cinq titres de MVP.
Le 3 juillet 2021, en battant les Hawks d’Atlanta, la franchise du Wisconsin parvient à se qualifier pour les finales NBA, une première depuis 1974. Les Bucks affrontent alors les Suns de Phoenix qu’ils font tomber le 20 juillet 2021 en 6 matchs et remportent, 50 ans après, un second titre NBA.

## Historique de la franchise

### Des débuts en fanfare (1968-1978)

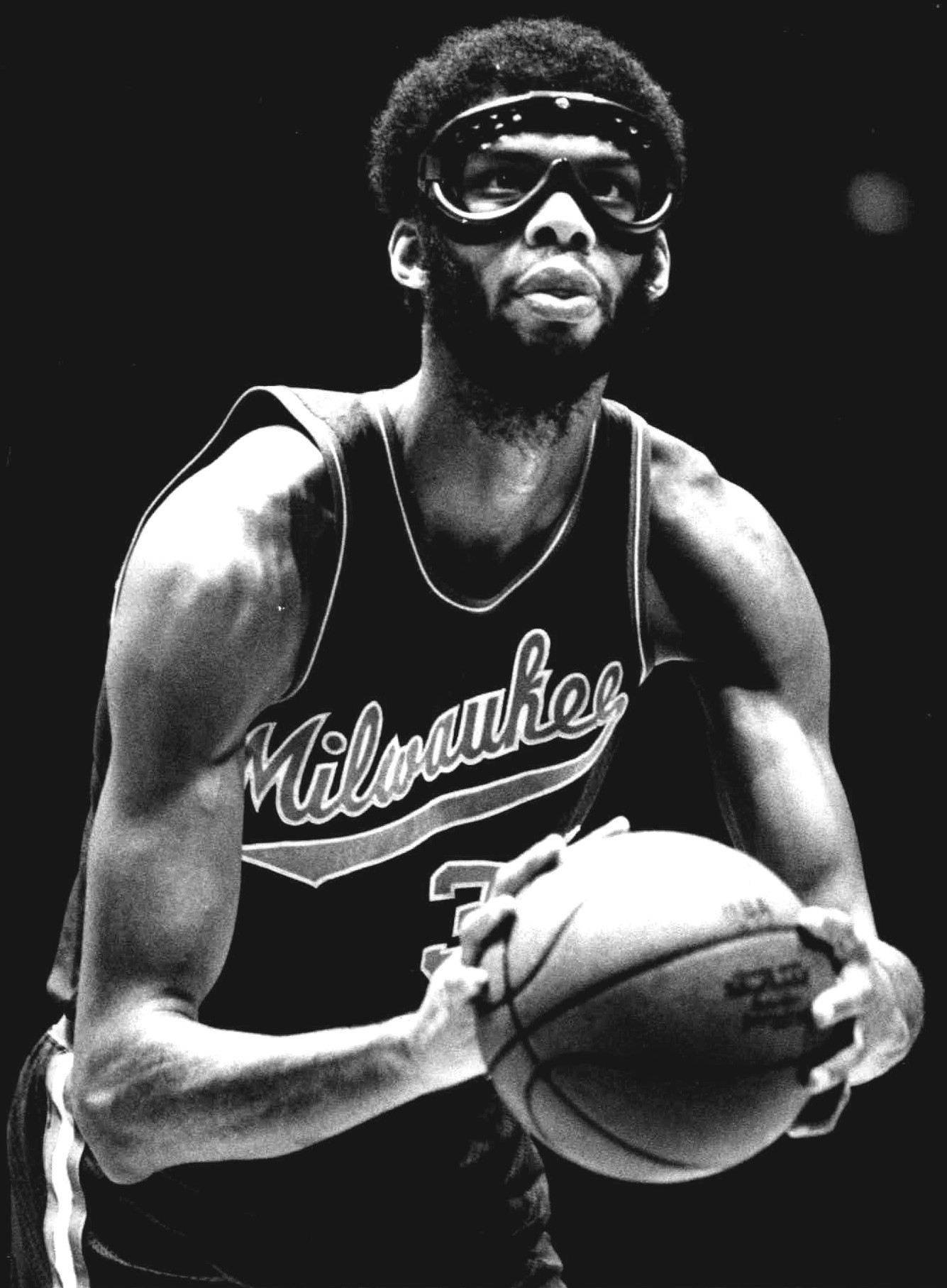
Kareem Abdul-Jabbar en 1974, sous le maillot des Bucks de Milwaukee.

La franchise est créée en janvier 1968 et dispute son premier match officiel en octobre de la même année face aux Bulls de Chicago. Cette première saison se solde par un bilan de 27 victoires pour 55 défaites qui permet aux Bucks d’obtenir l’un des premiers choix de la draft 1969 de la NBA. Ce choix se fait via un pile ou face avec les Suns de Phoenix, qui décide de l’équipe obtenant le premier choix. Les Bucks obtiennent ce choix et choisissent Kareem Abdul-Jabbar, qui termine une carrière universitaire prolifique à UCLA. Dans le sillage du joueur tournant à 26,4 points et 15,5 rebonds par match, l’équipe universitaire californienne a remporté à trois reprises le titre NCAA. Le débutant a un impact immédiat sur les Bucks qui remportent 56 matchs lors de la saison 1969-1970 et atteignent la finale de la Conférence Est pour leur deuxième année dans la ligue. Abdul-Jabbar est élu meilleur débutant et se classe deuxième meilleur marqueur et troisième rebondeur de la ligue avec 28,8 points et 14,5 prises par match.
Durant l’été 1971, les Bucks enregistrent l’arrivée d’Oscar Robertson, élu MVP (meilleur joueur) de la NBA en 1964. Emmenée par son duo magique bien épaulé par Bob Dandridge, Milwaukee, reversé dans la Conférence Ouest, caracole en tête des classements. Les hommes de Larry Costello survolent la saison régulière qu’ils bouclent en tête avec 66 victoires pour 16 défaites soit, à l’époque, le deuxième meilleur pourcentage de victoires de l’histoire de la ligue. Les playoffs 1971 ne sont qu’une formalité pour les Bucks qui remportent le titre NBA après seulement trois ans d’existence établissant le record de précocité pour une franchise professionnelle américaine. Kareem Abdul-Jabbar est logiquement élu MVP de la saison et de la série finale.
La saison régulière 1971-1972 est aussi bonne pour Milwaukee qui doit néanmoins se contenter de la seconde place à l’Ouest derrière les intouchables Lakers de Gail Goodrich et Jerry West. Les retrouvailles ont lieu en finale de conférence que la franchise de Los Angeles va remporter en six manches avant de décrocher le titre. Le mano à mano se poursuit lors de la saison 1972-1973 que les deux équipes terminent avec soixante victoires. C’est la troisième année consécutive que les Bucks atteignent cette barre, établissant un nouveau record de la NBA. Alors que tous les observateurs prédisent un nouvel affrontement entre Bucks et Lakers pour le titre à l’Ouest, Milwaukee se fait surprendre dès le premier tour des playoffs par les Warriors de Golden State.
L’influence d’Oscar Robertson baissant nettement, c’est sur les épaules du seul Abdul-Jabbar (MVP de la saison) que repose la franchise du Wisconsin. Ce dernier parvient à hisser l’équipe en finale en 1974 face aux Celtics de Boston. Malgré une sixième manche disputée en double prolongation et remportée à Boston par les Bucks avec un skyhook d’Abdul-Jabbar, mais bien tenu par Dave Cowens puis Paul Silas, le pivot des Bucks ne peut peser sur le sort de la manche décisive qui est remportée par les Celtics 102 à 87. Dès lors, le retrait de Robertson et la moyenne d’âge de l’équipe commencent à s’avérer rédhibitoires. À la fin de la saison 1974-1975 durant laquelle les Bucks n’accèdent pas aux playoffs avec seulement 38 victoires, les dirigeants de Milwaukee décident de se séparer de leur joueur vedette. Les Lakers, alors en pleine reconstruction, accueillent Kareem Abdul-Jabbar en échange de quatre joueurs. Sans véritable leader, les Bucks réalisent deux saisons moyennes avant le rachat de la franchise par Jim Fitzgerald.

### Une franchise constante (1978-1991)
Cette opération de rachat va marquer une nouvelle période de succès pour les Bucks. En effet, après quelques saisons de transition marquées par une volonté de reconstruction, les premiers résultats se font ressentir sous la houlette de Don Nelson. Marques Johnson, drafté en 1977, réalise une première saison remarquable avant de prendre, dès la saison suivante, les commandes de l’attaque des Bucks. En 1979, la franchise profite du 5e choix de la draft pour sélectionner le prometteur Sidney Moncrief et recrute le pivot vétéran Bob Lanier pour enfin combler le départ de Kareem Abdul-Jabbar. Les résultats sont immédiats et l’équipe remporte le titre de la Division Midwest avant d’être éliminée des playoffs par les Supersonics de Seattle. Les Bucks sont alors transférés dans la Division Centrale de la Conférence Est qu’ils remporteront six saisons consécutivement et dans laquelle ils rendront un bilan positif durant les onze années à venir. Malgré cette constance remarquable et l’arrivée de joueurs de valeurs tels que Terry Cummings, Craig Hodges, Ricky Pierce, Jack Sikma ou Alvin Robertson, les Bucks ont de grandes difficultés à bien figurer dans les phases finales. Alors qu’ils butent régulièrement sur les 76ers ou les Celtics de Larry Bird au début des années 1980, ce sont les Bulls de Michael Jordan et les Pistons de Isiah Thomas qui les supplanteront à la fin de la décennie.
Entretemps, Herb Kohl, homme d’affaires devenu par la suite sénateur, a pris la franchise en main. En 1988, l’équipe déménage vers le Bradley Center, un des complexes les plus luxueux de la ligue à l’époque.

### Les années difficiles (1991-1998)
Après une naissance couronnée de succès et une dernière décennie relativement positive, les Bucks entrent dans une spirale difficile qui va durer. La saison 1991-1992 marque en effet le début d’une période de sept années durant lesquelles la franchise va stagner dans le bas des classements malgré le passage de Moses Malone, il est vrai en fin de carrière. Les mauvais résultats de la franchise lui permettent néanmoins de disposer de bonnes positions de draft grâce auxquelles des joueurs prometteurs vont débarquer à Milwaukee. Parmi ceux-ci, on peut citer Vin Baker, Glenn Robinson, Stephon Marbury ou Dirk Nowitzki. Si les deux premiers réaliseront de belles saisons sous le maillot des Bucks, Marbury est échangé immédiatement contre Ray Allen tandis que Nowitzki ne jouera jamais pour Milwaukee, échangé contre Robert Traylor.

### Big Three Allen-Cassell-Robinson (1998-2003)
Menés par Robinson et Allen sous les ordres de George Karl, les Bucks retrouvent finalement les playoffs en 1999. Ils sont balayés dès le premier tour par les Pacers de l’Indiana. Durant la saison 1999-2000, l’apport de Tim Thomas et Sam Cassell permet de stabiliser les résultats de l’équipe qui chute néanmoins à nouveau au premier tour des playoffs face aux mêmes Pacers.
Il faut attendre la saison 2000-2001 pour voir ce groupe prometteur être à la hauteur des espérances du staff. Les 52 victoires glanées en saison régulière (soit leur meilleur bilan des 15 dernières années) placent les Bucks en 2e position à l’Est, leur assurant un premier tour de phase finale accessible. De fait, le Magic d’Orlando de Tracy McGrady est facilement éliminé en quatre manches. Au 2e tour, les Hornets de Jamal Mashburn offrent une opposition bien plus coriace. Les Bucks emmenés par un grand Ray Allen s’imposent finalement en sept manches, bénéficiant de l’avantage de jouer le match décisif à la maison. Pour la première fois depuis 1986, Milwaukee accède à la finale de conférence face aux 76ers de Philadelphie d’Allen Iverson et Dikembe Mutombo. Il faut 7 matchs âprement disputés pour que les équipes se départagent au bénéfice des 76ers.
Malgré la montée en puissance de Michael Redd drafté en 2000, les Bucks rendent un bilan juste équilibré en 2002 et 2003 et ne dépassent pas le premier tour des playoffs. L’été 2003 marque le départ de Sam Cassell et Ray Allen, un an après celui de Glenn Robinson. Herb Kohl annonce pour sa part avoir refusé une offre de rachat de la franchise formulée par Michael Jordan.

### L'ère de Michael Redd (2003-2009)

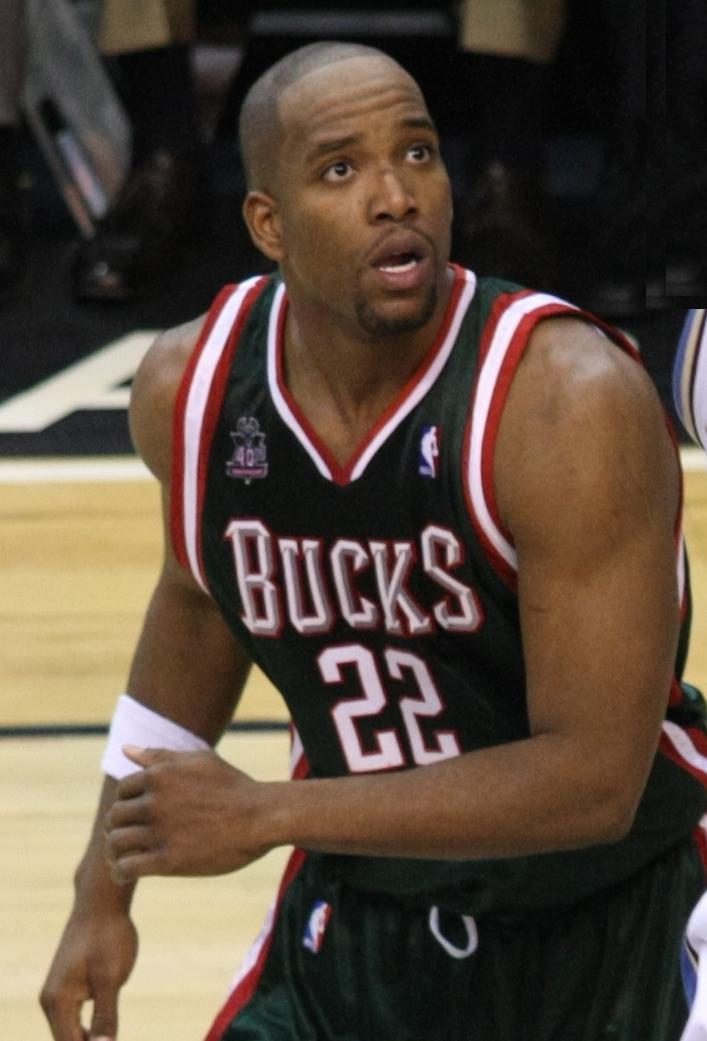
Michael Redd sous les couleurs des Bucks en 2008.

Après avoir joué les playoffs 2004, la franchise réalise une saison 2004-2005 assez médiocre. En raison de nombreuses blessures et d’une faible défense, les hommes de Terry Porter ne remportent que 30 victoires. Seule l’obtention du premier choix de la draft à venir constitue une raison d’être optimiste. Les Bucks décident de sélectionner le pivot Andrew Bogut issu de l’Université d’Utah.
Grâce à un bon mois de décembre conclu sur 9 victoires pour 5 défaites, les Bucks désormais entraînés par Terry Stotts se placent rapidement dans la course aux phases finales. Malgré un début d’année 2006 plus laborieux, l’équipe est entrée dans l’histoire de la ligue grâce à deux performances de choix établissant des nouveaux records de la NBA. Le 28 mars 2006, les Bucks marquent onze paniers à 3 points en un seul quart temps, totalisant quatorze tirs primés en une mi-temps dans un match remporté face aux Suns de Phoenix. À peine trois jours plus tard lors d’une victoire face aux Pacers, les joueurs de Milwaukee perdent seulement deux ballons en 48 minutes. Les Bucks sont finalement la seule franchise à se qualifier en playoffs avec un bilan négatif (40 victoires pour 42 défaites). Ils sont logiquement éliminés dès le premier tour par les Pistons de Détroit en cinq manches.
En mars 2008, les Bucks annoncent qu’ils ne renouvellent pas le contrat du directeur général Larry Harris, qui expire en juin. En avril 2008, ils embauchent John Hammond, ancien vice-président des opérations de basket-ball pour les Pistons, en tant que nouveau directeur général, donnant à l’équipe un nouveau directeur récemment associé au succès.
En avril 2008, les Bucks annoncent que Larry Krystkowiak, le troisième et dernier entraîneur engagé par Larry Harris, est démis de ses fonctions. Scott Skiles, ancien entraîneur des Bulls de Chicago et des Suns de Phoenix, devient le nouvel entraîneur en chef.
Le 26 juin 2008, les Bucks reçoivent Richard Jefferson des Nets du New Jersey dans un transfert contre un premier tour de draft 2007, Yi Jianlian et Bobby Simmons. Le lendemain, les Bucks sélectionnent, à la 8e place de la draft 2008 de la NBA, Joe Alexander en provenance de l’université de West Virginia. Alexander est le premier joueur né à Taïwan à jouer en NBA.
Durant les saisons 2007 à 2009, les Bucks sombrent dans les dernières places de la conférence Est.

### L'arrivée de Brandon Jennings (2009-2013)

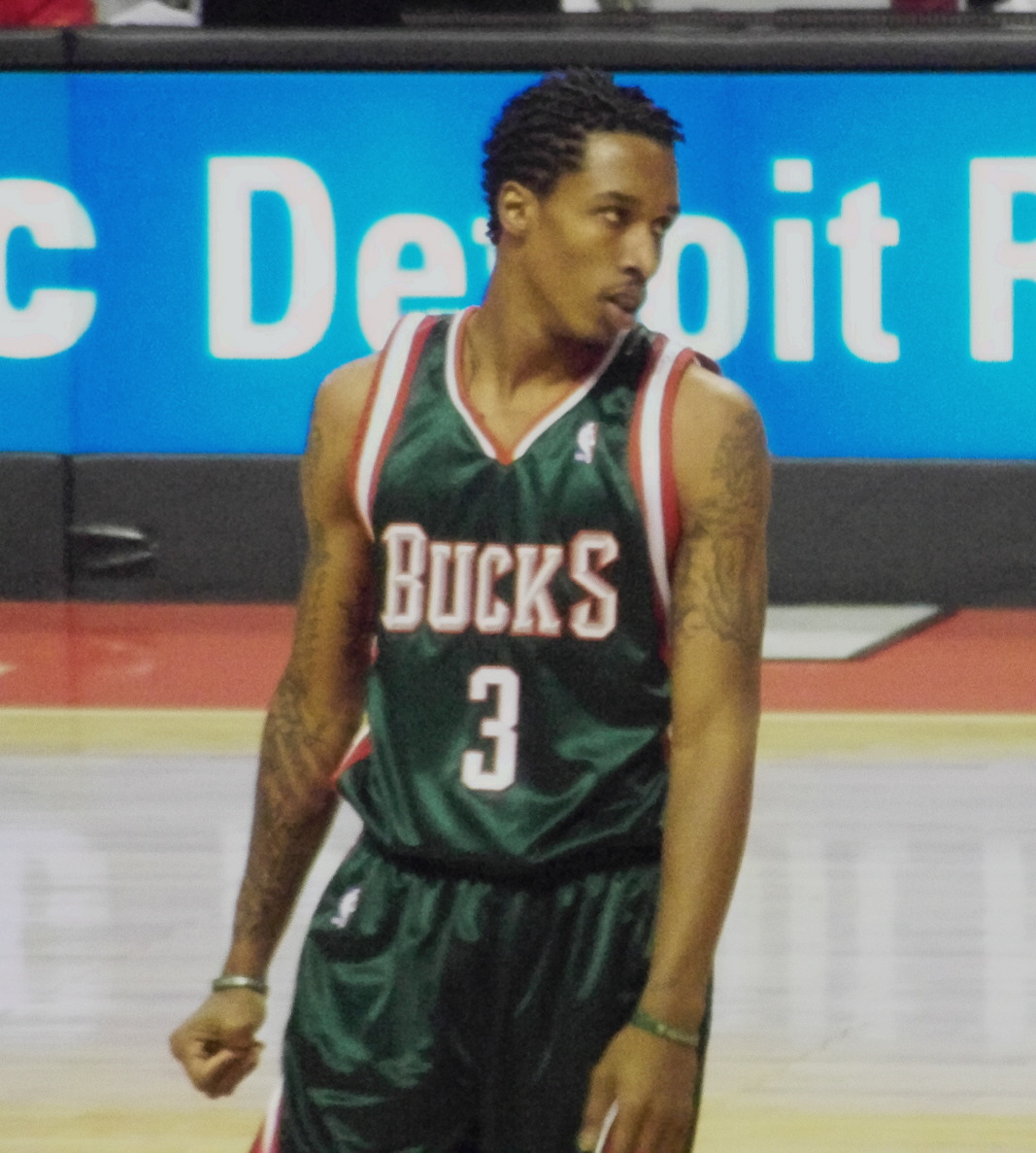
Brandon Jennings en 2009 face aux Pistons de Détroit.

Lors de la draft 2009 de la NBA, les Bucks sélectionnent le meneur Brandon Jennings, qui ne provient pas d'une université mais qui a joué en Italie l'année précédente. Au milieu de la saison 2009-2010, le général manager John Hammond transfère Hakim Warrick aux Bulls de Chicago contre John Salmons. Sous le maillot des Bucks, Salmons a la meilleure moyenne de l'équipe avec 19,9 points par match. Le jeu de Jennings, ainsi que les progrès d'Andrew Bogut, l'apport d'Ersan İlyasova et l'arrivée de Salmons, catapultent l'équipe comme prétendant aux playoffs. Les Bucks retrouvent les playoffs en 2010 en finissant sixièmes de la conférence Est notamment grâce au rookie Brandon Jennings et à Andrew Bogut qui est nommé dans la troisième équipe de la NBA. Milwaukee se fait éliminer dès le premier tour par les Hawks d'Atlanta en perdant le septième match. Milwaukee n'avait pas participé aux playoffs depuis 2001. L'élimination au premier tour est en partie due au fait que Bogut se soit cassé le bras après avoir fait une chute difficile après un dunk dans un match de fin de saison, mettant ainsi fin à sa saison.
Lors de la saison 2010-2011, les Bucks terminent neuvième de la Conférence Est en finissant avec un bilan négatif (35v-47d) et manquent les playoffs.
Avec la blessure de Bogut pour le reste de la saison et des problèmes de communication entre Stephen Jackson et l'entraîneur Scott Skiles, les Bucks décident d'échanger les deux joueurs. Le 13 mars 2012, 48 heures avant la date limite des échanges, les Bucks transfèrent Bogut et Jackson aux Warriors de Golden State en échange de Monta Ellis, Ekpe Udoh et Kwame Brown.
Avant la draft 2012 de la NBA, les Bucks envoient le premier tour de draft, Shaun Livingston, Jon Brockman et Jon Leuer aux Rockets de Houston contre un premier tour draft et Samuel Dalembert. Lors de la draft 2012, les Bucks sélectionnent Doron Lamb et John Henson.
Lors de la saison 2012-2013, les Bucks virent leur entraîneur, Scott Skiles, en place depuis la saison 2008-2009, après 32 matchs alors que les Bucks avaient gagné la moitié de leurs matchs. Son remplaçant, Jim Boylen, ne remporte que 22 des 50 matchs restants. Ils terminent donc la saison avec un bilan de 38 victoires pour 44 défaites. Les Bucks parviennent tout de même à se qualifier pour les playoffs en terminant 8e de la Conférence Est. Mais ils se font éliminer 4-0 au premier tour par le Heat de Miami de LeBron James, Dwyane Wade et Chris Bosh qui terminent champions NBA.

### L'ère de Giánnis Antetokoúnmpo et second sacre (depuis 2013)
Lors de la draft NBA 2013, ils sélectionnent, avec le 15e choix, un jeune joueur grec de 18 ans, jusque-là inconnu : Giánnis Antetokoúnmpo. Cependant, ils perdent Monta Ellis lors de la période d'agents libres et transfèrent Brandon Jennings aux Pistons de Détroit contre Brandon Knight, Viacheslav Kravtsov et Khris Middleton. Ils engagent aussi Larry Drew comme entraîneur. La saison 2013-2014 se termine donc avec un faible bilan de 15 victoires pour 67 défaites pour les Bucks. Ils ne se qualifient donc, logiquement, pas pour les playoffs et terminent la saison 15e de la Conférence Est et 30e de la NBA. Durant cette saison, les Bucks sont rachetés par deux hommes d’affaires américains, Wesley Edens et Marc Lasry, pour 550 millions de dollars (398 millions d’euros). Les deux hommes mettent également 100 millions de dollars sur la table pour la construction d’une nouvelle salle. 

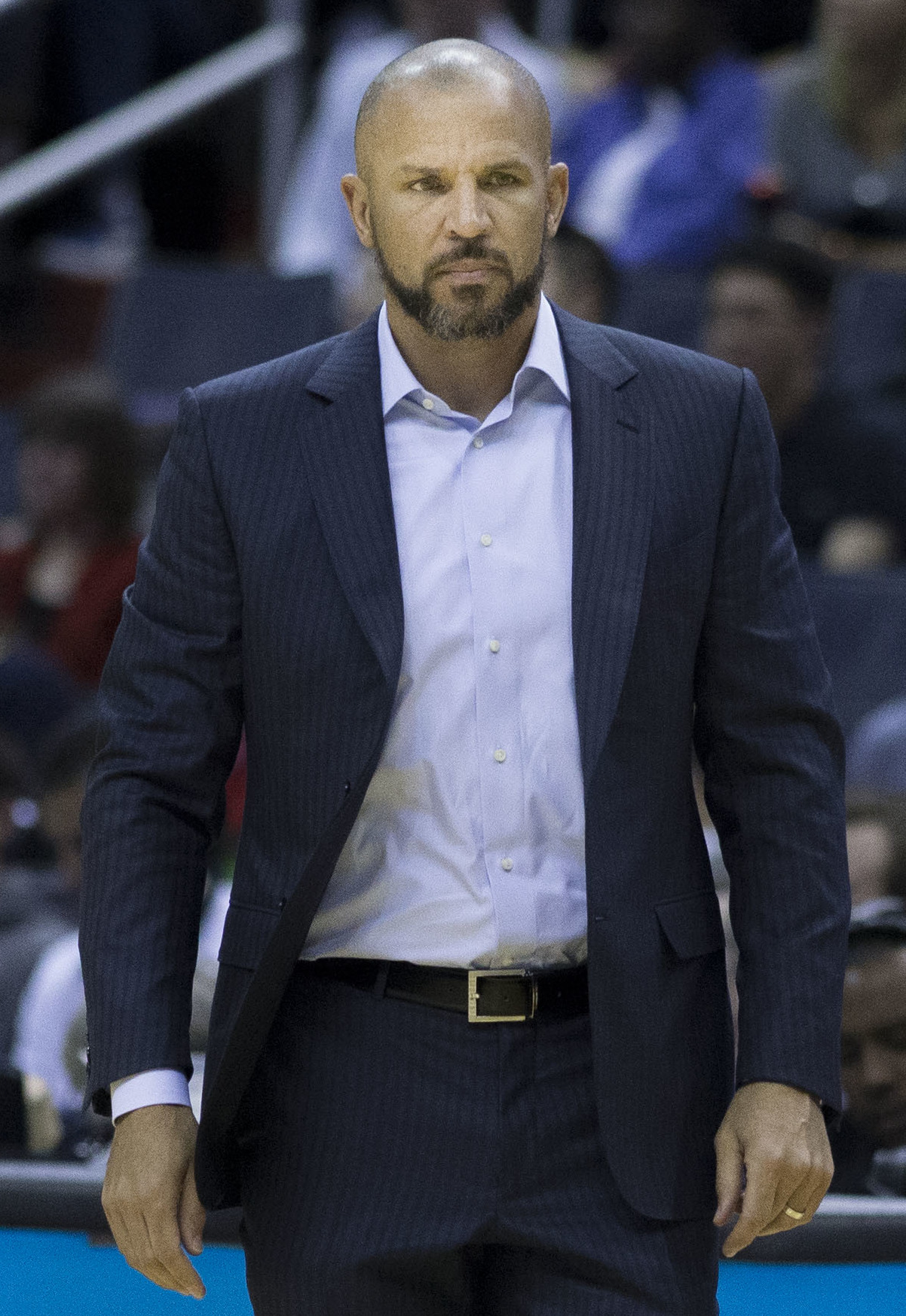
Jason Kidd, entraîneur des Bucks de 2014 à 2018.

Cette saison 2013-2014 décevante leur permet toutefois de sélectionner en 2e position de la draft NBA 2014. Avec ce 2e choix, ils vont sélectionner Jabari Parker de l’université de Duke. Le 1er juillet 2014, les Bucks obtiennent les droits d'entraîneur de Jason Kidd des Nets de Brooklyn en échange de deux seconds tours de draft 2015 et 2019. Avec l'arrivée de Kidd, les Bucks se séparent de Larry Drew. Avec ces nombreux changements de direction, d'entraîneur et l'acquisition de nouveaux jeunes joueurs pour reconstruire l'équipe, le nouveau slogan des Bucks pour la saison 2014-2015 devient "Own The Future". Malgré la déchirure du ligament croisé antérieur du genou gauche le 16 décembre 2014 de Jabari Parker, les Bucks parviennent à se qualifier pour les playoffs grâce à un bilan de 41 victoires pour 41 défaites et terminent 6e de la Conférence Est. Ils ne parviennent, cependant, de nouveau pas à passer le premier tour. Ils se font éliminer 4-2 par les Bulls de Chicago.
Le 9 juillet 2015, les Bucks signent Greg Monroe pour trois ans et 50 millions de dollars. Les Bucks annoncent également la re-signature de Khris Middleton pour cinq ans et 70 millions de dollars. Le 15 juillet 2015, le futur des Bucks à Milwaukee est solidifié après que le Wisconsin State Senate vote à 21 voix contre 10 en faveur de la proposition d'utiliser l'argent public pour financer la nouvelle arène de l'équipe. La nouvelle arène remplacerait le BMO Harris Bradley Center qui est la troisième plus ancienne arène à être utilisée par une équipe NBA après l'Oracle Arena et le Madison Square Garden. L'arène a ouvert en 1988 et a été utilisée par les Bucks durant 27 saisons consécutives. Les Bucks échouent à la 12e place de la Conférence Est avec un bilan de 33 victoires pour 49 défaites. Cette mauvaise saison s’explique par les problèmes d’adaptation de Greg Monroe et la formation des jeunes joueurs bien que Giánnis Antetokoúnmpo ait enregistré cinq triple-doubles dans la dernière moitié de la saison.
À cause de cette mauvaise saison, Milwaukee obtient le 10e choix de la draft et le 36e choix (grâce au transfert de Luc Mbah a Moute aux Kings de Sacramento en 2013. Le 10e choix est utilisé pour sélectionner Thon Maker alors que Milwaukee sélectionne Malcolm Brogdon avec le 36e choix. Le 19 septembre 2016, les Bucks et Giánnis Antetokoúnmpo signent une extension de contrat de 100 millions de dollars sur quatre ans. Durant l'été, ils recrutent par des transferts Tony Snell et Michael Beasley. Les Bucks entament la saison sans Khris Middleton qui s’est déchiré un ischio-jambier fin septembre. Il revient au jeu le 8 février. Mais ce jour correspond également à la nouvelle blessure de Jabari Parker, la même que celle de la saison 2013-2014. Malgré toutes ces blessures, les Milwaukee Bucks parviennent à se qualifier pour les playoffs en terminant la saison 2016-2017 avec un bilan de 42 victoires pour 40 défaites. Au terme de la saison régulière, Malcolm Brogdon devient le premier joueur drafté au second tour à remporter le titre de meilleur rookie de l’année. Giánnis Antetokoúnmpo remporte aussi un trophée individuel, celui de meilleure progression. Il rentre également dans l’histoire en devenant le premier joueur à terminer dans les 20 premiers de la NBA en points, rebonds, passes décisives, contres et interceptions. En playoffs, Milwaukee échoue encore une fois au premier tour, cette fois contre les Raptors de Toronto en perdant 4-2 alors qu’ils menaient 2-1 dans la série. Mais étant donné la jeunesse de l’effectif, beaucoup d’espoirs sont placés dans cette équipe pour la saison 2017-2018. Le 23 mai 2017, le directeur général des Bucks, John Hammond, quitte ses fonctions pour devenir directeur général du Magic d'Orlando.

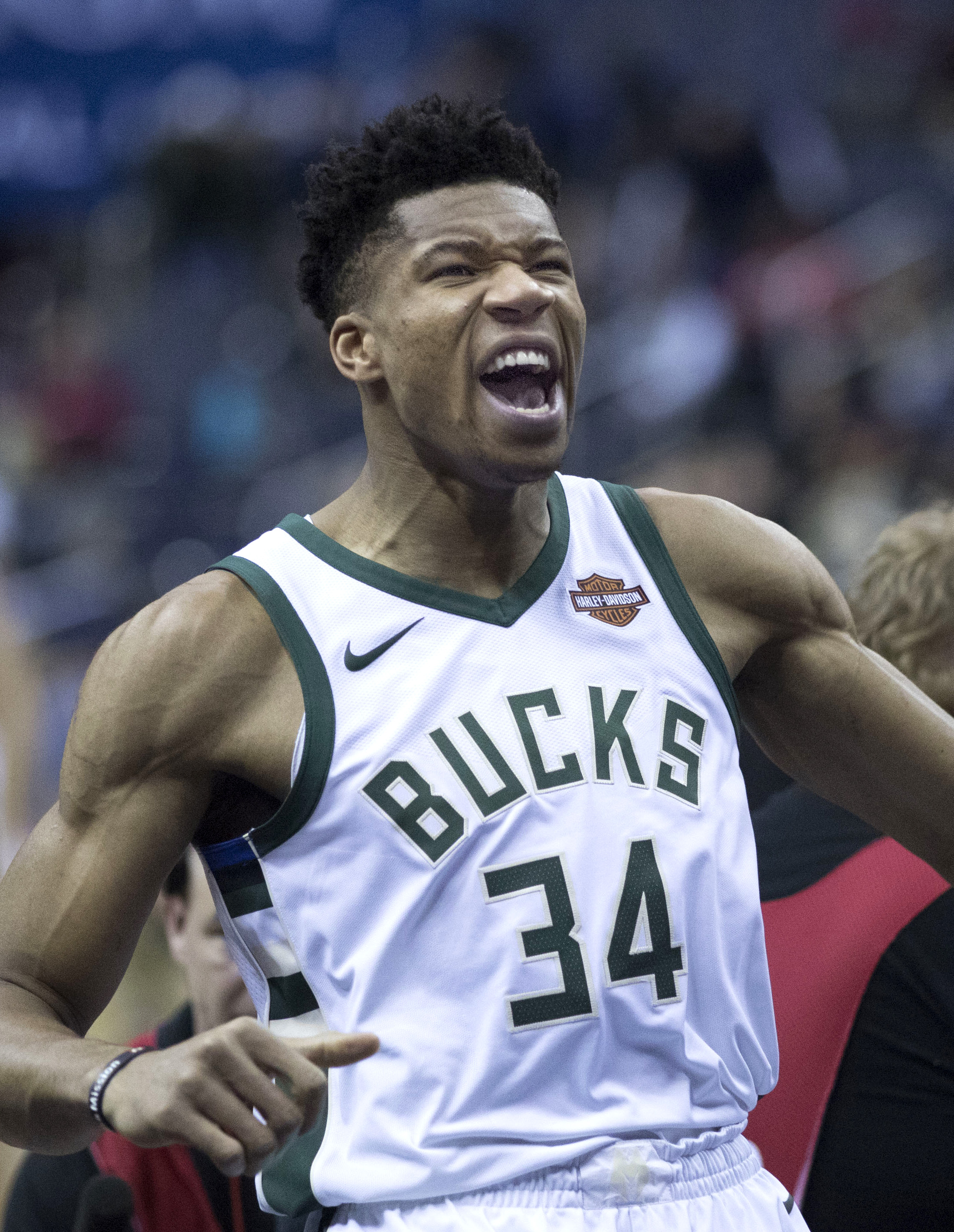
Giánnis Antetokoúnmpo lors d'un match contre les Wizards de Washington en 2018.

La saison 2017-2018 de Milwaukee se déroule en dent de scie à cause notamment d'un grand manque de présence à l'intérieur. Le 22 janvier 2018, les Bucks licencient Jason Kidd, qui a un bilan de 23 victoires et 22 défaites sur la saison en cours. Durant les trois ans et demi de Kidd au poste d'entraîneur, les Bucks ont un bilan de saison régulière de 139 victoires pour 152 défaites et ont participé au premier tour des playoffs en 2014-2015 et 2016-2017. L'assistant entraîneur des Bucks, Joe Prunty, est annoncé en remplacement par intérim de Kidd pour le reste de la saison. Prunty finit la saison avec un bilan de 21 victoires et 16 défaites. De sévères lacunes coûtent cher aux Bucks qui finissent la saison avec un bilan de 44 victoires et 38 défaites, leur meilleur bilan depuis la saison 2009-2010. Malgré ce chamboulement d'entraîneur, les Bucks arrachent la septième place de la conférence Est, une place décevante pour affronter le second de la conférence Est les Celtics de Boston. Le premier tour de Playoffs est très disputé mais se termine sur un échec lors du match 7. Le 20 avril 2018, Aaron Rodgers devient actionnaire minoritaire des Bucks et le premier joueur de football américain à être propriétaire d'une équipe NBA.
Lors de l'intersaison 2018, l'ancien entraîneur des Hawks d'Atlanta Mike Budenholzer prend la tête de la franchise. Lors de la draft 2018, les Bucks obtiennent le 17e tour et choisissent Donte DiVincenzo, un arrière provenant des Wildcats de Villanova.
La saison 2018-2019 laisse présager du bon pour les Bucks avec le renfort du pivot Brook Lopez et la nouvelle salle, le Fiserv Forum, offrent une nouvelle dimension à la franchise,. Le 4 janvier 2019, ils marquent plus de 140 points pour la première fois depuis le 9 novembre 2002 en battant les Hawks d'Atlanta 144 à 112 après avoir terminé le premier quart sur le score de 43 à 14, Milwaukee a établi le nouveau record de franchise pour le plus gros écart après 12 minutes. Ils finissent la saison avec le meilleur bilan de la ligue avec 60 victoires. Lors des playoffs 2019 ils battront facilement les Pistons de Détroit en quatre matchs au premier tour. Ils atteignent ensuite la finale de conférence en battant les Celtics de Boston, c'est leur première participation en finale de conférence depuis 2001. Mais ils échoueront face aux futurs champions, les Raptors de Toronto.
À l'issue de cette saison, Giánnis Antetokoúnmpo est élu MVP de la saison régulière.
Lors de la saison 2019-2020, les Bucks affrontent les Hornets de Charlotte lors du premier match de saison régulière NBA de l'histoire en France. Ils réalisent un début de saison tonitruant en enchaînant les séries de victoires. Ils se qualifient le 23 février 2020 pour les playoffs, devenant l'équipe la plus rapide de l'histoire à se qualifier pour les playoffs dans l'histoire de la NBA.
Après qu'un Afro-américain, Jacob Blake, a été blessé de plusieurs balles par un policier dans le Wisconsin le 23 août et les troubles qui s'ensuivent avec l'assassinat de deux personnes par un militant d'extrême-droite, les Bucks refusent de disputer la cinquième manche du premier tout de play-offs face au Magic d'Orlando. Les autres équipes observent également un boycott des rencontres pendant plusieurs jours, avant que la NBA n'annonce le renforcement de son implication contre le racisme.
Les Bucks reprennent la compétition le 29 août pour terminer leur premier tour contre le Magic d'Orlando, en s'imposant 4-1 dans la série. Ils confrontent le Heat de Miami en demi-finale de conférence ; les Bucks font figure de favoris, mais l'équipe se retrouve sans réponse face à la défense du Heat, qui exploite bien les faiblesses d'Antetokoúnmpo concernant son tir extérieur, tout en lui bloquant l'accès intérieur. Milwaukee ne parvient pas à trouver de solutions et s'incline sur le score de 4-1 sur la série, sortant des playoffs en ayant pourtant le meilleur bilan de la ligue durant la saison régulière. À l'issue de la saison, Antetokoúnmpo est élu NBA Most Valuable Player, réalisant le doublé, en plus du titre de défenseur de l'année.

La saison suivante est de nouveau de grande qualité et les Bucks retrouvent les play-offs. Au premier tour, ils affrontent à nouveau le Heat de Miami, finaliste de la dernière édition. Milwaukee, plus sérieux et appliqué, ne retombe pas dans le piège et corrige le Heat 4-0. 

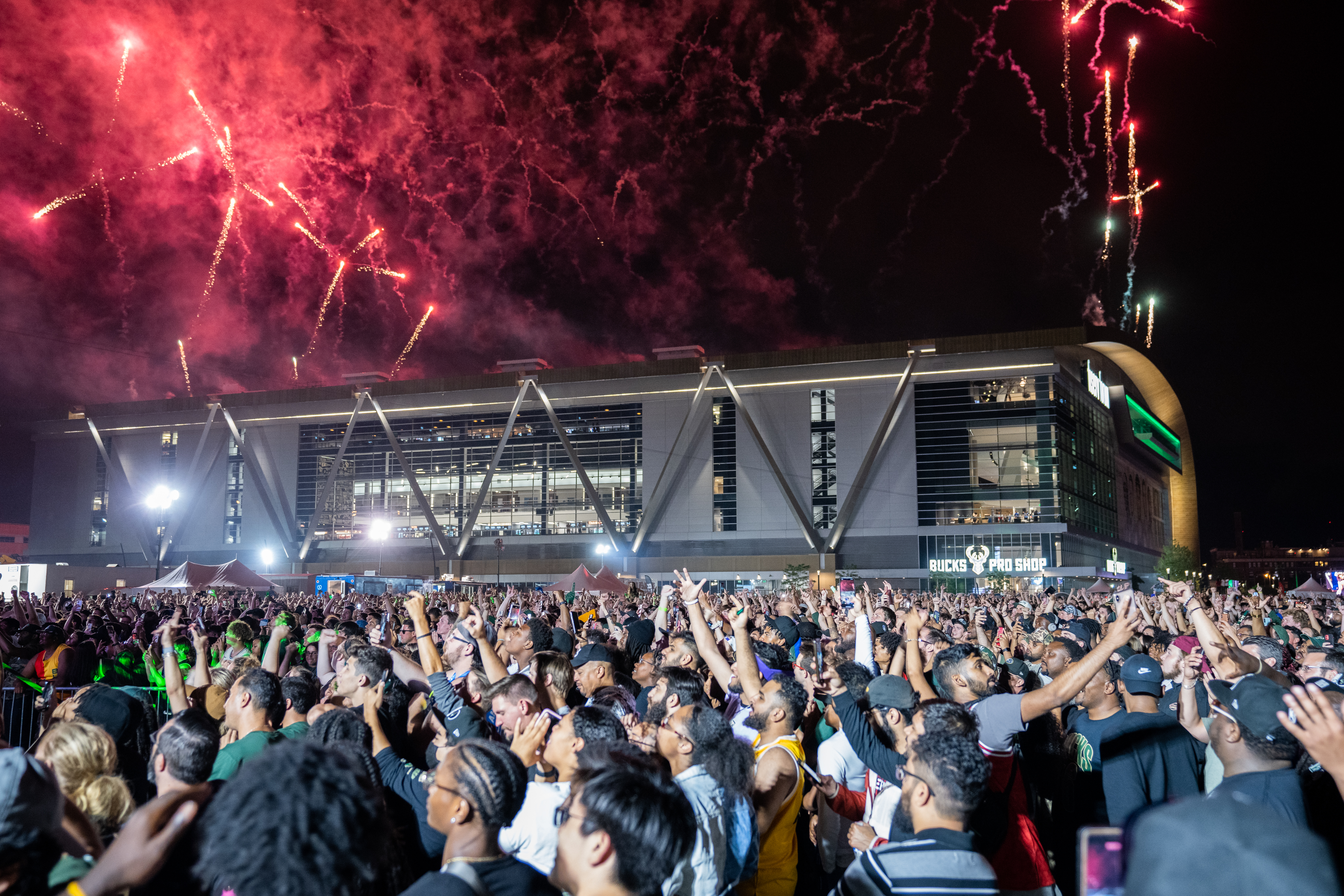
Des fans près du Fiserv Forum célébrant la victoire en finales NBA des Bucks en juillet 2021.

En demi-finale, les Bucks rencontrent les Nets de Brooklyn. Privés de Kyrie Irving et avec un James Harden largement diminué, ces derniers, menés par Kevin Durant, poussent à un 7e match décisif, au cours duquel Durant marque un dernier panier pour remettre les deux équipes à égalité et forcer une prolongation. Ce tir, à deux points, était à quelques millimètres de valoir trois points (Durant a l'extrémité de sa chaussure sur la ligne). Les Bucks sortent vainqueurs à l'issue de la prolongation et se qualifient pour les finales de conférence.
Ils y retrouvent les Hawks d'Atlanta emmenés par leur star montante Trae Young. Le duel est spectaculaire et les Hawks montrent une belle résistance, mais les Bucks, plus solides et expérimentés, battent leurs adversaires 4-2 et se qualifient pour leur première finale depuis 1971. En finale, les Bucks affrontent les Suns de Phoenix de Chris Paul et Devin Booker. Le duel est équilibré et les deux équipes s'imposent deux fois sur leur terrain pour débuter la série. Plus en réussite lors du match 5, les Bucks s'imposent dans l'Arizona et terminent le travail à domicile lors d'un match 6 ou Antetokoúnmpo inscrit 50 points. Les Bucks sont champions pour la seconde fois de leur histoire et le Grec est élu MVP des finales.
En février 2023, Marc Lasry, vend les 25 % de la franchise qu'il possède à Jim (en) et Dee Haslam (en) (via Haslam Sports Group), déjà propriétaires des Browns de Cleveland (football américain) et du Crew de Columbus (football). Le montant de la transaction s'élève à environ 875 millions de dollars et la valeur de la franchise est estimée à 3,5 milliards. Wes Edens reste copropriétaire de la franchise,,.
Les Bucks terminent premiers de la Conférence Est lors de la saison 2022-2023, avec le meilleur bilan de la NBA (58 victoires et 24 défaites), mais ils sont battus au premier tour des playoffs 2023 par le Heat de Miami. Mike Budenholzer est démis de ses fonctions et remplacé par Adrian Griffin. Griffin est licencié en janvier 2024 alors que le bilan des Bucks est de 30 victoires et 13 défaites. Doc Rivers devient le nouvel entraîneur des Bucks.

## Palmarès
- Champion NBA (2) : 1971 et 2021.
- Champion NBA Cup (1) : 2024.
- Champion de la Conférence Ouest (2) : 1971 et 1974.
- Champion de la Conférence Est (1) : 2021.
- Champion de la Division Midwest (6) : 1971, 1972, 1973, 1974, 1976 et 1980.
- Champion de la Division Centrale (13) : 1981, 1982, 1983, 1984, 1985, 1986, 2001, 2019, 2020, 2021, 2022, 2023 et 2024.
- Au total, les Bucks de Milwaukee comptent 19 titres de champion de division.

## Personnalités historiques et records de la franchise

### Entraîneurs successifs
Ce tableau simplifié résume l'ensemble des entraîneurs que les Bucks de Milwaukee ont connu depuis 1968. L'article détaillé offre plus de précisions sur les statistiques en fonction des différentes compétitions et autres détails. Voici, la légende correspondante au tableau ci-dessous :
- MC = Matchs coachés / V = Victoires / D = Défaites
- Nom de l'entraîneur* = A passé toute sa carrière d'entraîneur avec les Bucks.
- Nom de l'entraîneur = Élu au Hall of Fame en tant qu'entraîneur.

| Entraîneurs des Bucks de Milwaukee |     |                    |             |     |     |     |                                                                                        |
| #                                  | Nom | Nom                | Période     | MC  | V   | D   | Récompenses                                                                            |
| 1                                  |     | Larry Costello     | 1968-1976   | 734 | 447 | 287 | Champion NBA (1971)                                                                    |
| 2                                  |     | Don Nelson         | 1976-1987   | 972 | 582 | 390 | Entraîneur de l'année (1983 et 1985) / Top 10 meilleurs entraîneurs NBA de l'histoire. |
| 3                                  |     | Del Harris         | 1987-1991   | 366 | 197 | 169 |                                                                                        |
| 4                                  |     | Frank Hamblen      | 1991-1992   | 65  | 23  | 42  |                                                                                        |
| 5                                  |     | Mike Dunleavy Sr.  | 1992-1996   | 328 | 107 | 221 |                                                                                        |
| 6                                  |     | Chris Ford         | 1996-1998   | 164 | 69  | 95  |                                                                                        |
| 7                                  |     | George Karl        | 1998-2003   | 410 | 219 | 191 |                                                                                        |
| 8                                  |     | Terry Porter       | 2003-2005   | 169 | 72  | 97  |                                                                                        |
| 9                                  |     | Terry Stotts       | 2005-2007   | 151 | 64  | 87  |                                                                                        |
| 10                                 |     | Larry Krystkowiak* | 2007-2008   | 100 | 31  | 69  |                                                                                        |
| 11                                 |     | Scott Skiles       | 2008-2013   | 351 | 165 | 186 |                                                                                        |
| 12                                 |     | Jim Boylan         | 2013        | 54  | 22  | 32  |                                                                                        |
| 13                                 |     | Larry Drew         | 2013-2014   | 82  | 15  | 67  |                                                                                        |
| 14                                 |     | Jason Kidd         | 2014-2018   | 303 | 143 | 160 |                                                                                        |
| 15                                 |     | Joe Prunty*        | 2018        | 44  | 24  | 20  |                                                                                        |
| 16                                 |     | Mike Budenholzer   | 2018-2023   | 491 | 271 | 120 | Entraîneur de l'année (2019) / Champion NBA (2021)                                     |
| 17                                 |     | Adrian Griffin     | 2023-2024   | 43  | 30  | 13  |                                                                                        |
| 18                                 |     | Doc Rivers         | depuis 2024 |     |     |     |                                                                                        |

### Records et statistiques
| Statistique                                                                                  | Nom du joueur         | Nombre              |
| -------------------------------------------------------------------------------------------- | --------------------- | ------------------- |
| Meilleur marqueur                                                                            | Giánnis Antetokoúnmpo | 20175 points        |
| Meilleure moyenne points/match                                                               | Giánnis Antetokoúnmpo | 31,10 points/match  |
| Meilleur passeur                                                                             | Giánnis Antetokoúnmpo | 3 855 passes        |
| Meilleure moyenne passes/match                                                               | Oscar Robertson       | 7,47 passes/match   |
| Meilleur rebondeur                                                                           | Giánnis Antetokoúnmpo | 7 732 rebonds       |
| Meilleure moyenne rebonds/match                                                              | Kareem Abdul-Jabbar   | 15,33 rebonds/match |
| Meilleur contreur                                                                            | Giánnis Antetokoúnmpo | 986 contres         |
| Meilleur intercepteur                                                                        | Quinn Buckner         | 1 042 interceptions |
| Meilleur pourcentage au tir                                                                  | Kareem Abdul-Jabbar   | 54,7 %              |
| 3 points marqués                                                                             | Khris Middleton       | 1 382 tirs marqués  |
| Meilleur pourcentage à 3 points                                                              | Mike Dunleavy         | 41,6 %              |
| Lancers-francs marqués                                                                       | Giánnis Antetokoúnmpo | 4 510 tirs marqués  |
| Meilleur pourcentage au lancer-franc                                                         | Malcolm Brogdon       | 89,7 %              |
| Matchs joués                                                                                 | Giánnis Antetokoúnmpo | 792 matchs          |
| Dernière mise à jour : 17 octobre 2024 En gras : Joueurs évoluant toujours dans la franchise |                       |                     |

| Place                                                                                       | Nom du joueur                              | Pays       | Points |
| ------------------------------------------------------------------------------------------- | ------------------------------------------ | ---------- | ------ |
| 1er                                                                                         | Giánnis Antetokoúnmpo 2013 -               | Grèce      | 19 804 |
| 2e                                                                                          | Kareem Abdul-Jabbar 1969 - 1975            | États-Unis | 14 211 |
| 3e                                                                                          | Khris Middleton 2013 - 2025                | États-Unis | 12 586 |
| 4e                                                                                          | Glenn Robinson 1994 - 2002                 | États-Unis | 12 010 |
| 5e                                                                                          | Sidney Moncrief 1979 - 1990                | États-Unis | 11 594 |
| 6e                                                                                          | Michael Redd 2000 - 2011                   | États-Unis | 11 554 |
| 7e                                                                                          | Bob Dandridge 1969 - 1977 / 1981           | États-Unis | 11 478 |
| 8e                                                                                          | Marques Johnson 1977 - 1984                | États-Unis | 10 980 |
| 9e                                                                                          | Junior Bridgeman 1975 - 1984 / 1986 - 1987 | États-Unis | 9 892  |
| 10e                                                                                         | Brian Winters 1975 - 1983                  | États-Unis | 9 743  |
| Dernière mise à jour : 5 février 2025 En gras : Joueurs évoluant toujours dans la franchise |                                            |            |        |

### Maillots retirés
La liste suivante répertorie l'ensemble des maillots retirés de la franchise des Bucks de Milwaukee.
| Maillots retirés de la franchise des Bucks de Milwaukee |     |                     |           |           |                  |                  |
| #                                                       | Nom | Nom                 | Période   | Période   | Poste            | Date de retrait  |
| 1                                                       |     | Oscar Robertson     | 1970-1974 | 1970-1974 | Meneur           | 18 octobre 1974  |
| 2                                                       |     | Junior Bridgeman    | 1975-1984 | 1986-1987 | Ailier / Arrière | 17 janvier 1988  |
| 4                                                       |     | Sidney Moncrief     | 1979-1989 | 1979-1989 | Arrière          | 6 janvier 1990   |
| 8                                                       |     | Marques Johnson     | 1977-1984 | 1977-1984 | Ailier           | 24 mars 2019     |
| 10                                                      |     | Bob Dandridge       | 1969-1977 | 1981      | Ailier / Arrière | 7 mars 2015      |
| 14                                                      |     | Jon McGlocklin      | 1968-1976 | 1968-1976 | Arrière / Ailier | 10 décembre 1976 |
| 16                                                      |     | Bob Lanier          | 1979-1984 | 1979-1984 | Pivot            | 4 décembre 1984  |
| 32                                                      |     | Brian Winters       | 1975-1983 | 1975-1983 | Arrière / Ailier | 28 octobre 1983  |
| 33                                                      |     | Kareem Abdul-Jabbar | 1969-1975 | 1969-1975 | Pivot            | 24 avril 1993    |

## Salles successives
- Milwaukee Arena ou MECCA Arena (de 1968 à 1988 et un match commémoratif en 2017).
- Bradley Center (de 1988 à 2018).
- Fiserv Forum (depuis 2018).

## Identité de la franchise

### Surnom des Bucks
Le 22 mai 1968, la deuxième équipe de basketball professionnel de Milwaukee obtient finalement un nom, celui des « Bucks de Milwaukee ». Plus de 14 000 fans ont participé à un concours pour nommer l’équipe. Les dossiers montrent que R.D. Trebilcox, de Whitefish Bay au Wisconsin, était l’une des 45 personnes qui ont suggéré le nom « Bucks », ce dernier voyant les chevreuils (mâles) comme étant fougueux, bons sauteurs, rapides et agiles. Afin de récompenser Trebilcox pour ses efforts dans le but d'aider l’entrée de Milwaukee dans le monde du sport professionnel à obtenir un surnom durable, ce dernier s'est vu offrir une nouvelle voiture.

### Couleurs
Depuis la nouvelle identité visuelle en 2015, la franchise met en avant 3 couleurs principales en plus du noir et du blanc.
- Good Land Green : La couleur traditionnelle de la franchise avec une touche intemporelle. Cette dernière est emblématique des forêts profondes et des paysages variés du Wisconsin, le vert est une marque distinctive des Bucks depuis leur existence.
- Cream City Cream : Tout comme la brique « Cream City » étant la base sur laquelle la ville de Milwaukee a été construite, elle également une couleur fondamentale de l’identité de la franchise. Les Bucks est la seule équipe de la NBA à avoir cette teinte crème.
- Great Lakes Blue : Le bleu souligne l’importance des grands lacs et des multiples rivières du Wisconsin. De plus, le nom de la ville de « Milwaukee » est dérivé du terme algonquin « Millioki » signifiant « lieu de rassemblement près des eaux ».

### Logos successifs
Depuis sa création, la franchise des Bucks de Milwaukee a connu 4 logos différents :
- de 1968 à 1993 : Le logo originel comportait une caricature d’un cerf portant un pull orné de la lettre « B » et tournant un ballon de basketball sur un sabot tout en étant assis sur le nom de la franchise ;
- de 1993 à 2006 : Introduit pour la première fois en mai 1993 après la saison du 25e anniversaire, il présentait une vue frontale agressive de la tête et des épaules d’un chevreuil mâle sur un fond triangulaire au sommet d’un lettrage stylisé de l'équipe. La palette de couleurs comprenait le vert chasseur, le violet et l’argent ;
- de 2006 à 2015 : Avant la 2006-2007, les Bucks dévoilent un logo mis à jour et une nouvelle palette de couleurs. La structure de base est restée la même mais plusieurs zones ont été améliorées, comme la boîte du texte ainsi que le terme « Bucks » avec une police plus rigide et gravée afin de refléter la structure des lettres ;
- depuis 2015 : Un logo imposant qui regarde vers l'avant, déterminé et concentré sur le chemin en face de lui. Des bois agrandis avec plus de pointes qui montrent la maturation et le gain de force de la franchise, tout en dissimulant un ballon de basket. La forme de la lettre « M » dans la poitrine en hommage à Milwaukee et une police de caractères plus classique représentant l'union symbolique de l'urbain et du rural au Wisconsin.

Historique des logos de la franchise des Bucks
de 1968 à 1993
de 1993 à 2006
de 2006 à 2015
depuis 2015

### Maillots
Depuis que Nike fournit l'ensemble des tenues aux équipes de NBA, en 2017, les maillots « domicile » et « extérieur » ont été remplacés par une collection plus fournie, pouvant servir aussi bien en déplacement qu'à domicile, portant les noms « association », « icon », « statement » et « city », et pour certaines équipes en plus une version « classic » reprenant le design d'anciens maillots. Les équipes qualifiées pour les playoffs 2019 et 2020 se sont vues dotées d'une tenue supplémentaire, dénommée « earned ».